# Modena Football Club 1976-1977
Questa voce raccoglie le informazioni riguardanti il Modena Football Club nelle competizioni ufficiali della stagione 1976-1977.

## Rosa
| N. |                   | Ruolo | Calciatore           |
| -- | ----------------- | ----- | -------------------- |
|    | Italia (bandiera) | A     | Roberto Bellinazzi   |
|    | Italia (bandiera) | C     | Gian Franco Bellotto |
|    | Italia (bandiera) | C     | Giovanni Botteghi    |
|    | Italia (bandiera) | D     | Roberto Canestrari   |
|    | Italia (bandiera) | A     | Mauro Colombini      |
|    | Italia (bandiera) | A     | Giuseppe Comberiati  |
|    | Italia (bandiera) | A     | Giovanni Ferradini   |
|    | Italia (bandiera) | C     | Domenico Ferrante    |
|    | Italia (bandiera) | A     | Giuseppe Galli       |
|    | Italia (bandiera) | P     | Gianfranco Geromel   |
|    | Italia (bandiera) | C     | Alessandro Graziano  |

| N. |                   | Ruolo | Calciatore           |
| -- | ----------------- | ----- | -------------------- |
|    | Italia (bandiera) | D     | Paolo Manunza        |
|    | Italia (bandiera) | A     | Paolo Mariani        |
|    | Italia (bandiera) | D     | Gabriele Matricciani |
|    | Italia (bandiera) | D     | Roberto Parlanti     |
|    | Italia (bandiera) | D     | Bruno Piaser         |
|    | Italia (bandiera) | C     | Giovanni Pirola      |
|    | Italia (bandiera) | D     | Angelo Rimbano       |
|    | Italia (bandiera) | C     | Luigi Sanzone        |
|    | Italia (bandiera) | P     | Ugo Tani             |
|    | Italia (bandiera) | C     | Silvio Zanon         |

## Risultati

### Serie B

#### Girone di andata
| 26 settembre 1976 1ª giornata | Modena | 1 – 0 | Rimini |  |

| 3 ottobre 1976 2ª giornata | Novara | 1 – 1 | Modena |  |

| 10 ottobre 1976 3ª giornata | Modena | 1 – 0 | SPAL |  |

| 17 ottobre 1976 4ª giornata | Palermo | 2 – 0 | Modena |  |

| 24 ottobre 1976 5ª giornata | Modena | 0 – 0 | Lecce |  |

| 31 ottobre 1976 6ª giornata | Pescara | 2 – 0 | Modena |  |

| 7 novembre 1976 7ª giornata | Modena | 1 – 1 | Lanerossi Vicenza |  |

| 14 novembre 1976 8ª giornata | Atalanta | 1 – 0 | Modena |  |

| 21 novembre 1976 9ª giornata | Modena | 2 – 2 | Sambenedettese |  |

| 28 novembre 1976 10ª giornata | Como | 2 – 0 | Modena |  |

| 5 dicembre 1976 11ª giornata | Taranto | 1 – 0 | Modena |  |

| 12 dicembre 1976 12ª giornata | Modena | 1 – 1 | Ternana |  |

| 19 dicembre 1976 13ª giornata | Cagliari | 2 – 0 | Modena |  |

| 2 gennaio 1977 14ª giornata | Modena | 0 – 0 | Brescia |  |

| 9 gennaio 1977 15ª giornata | Varese | 2 – 2 | Modena |  |

| 16 gennaio 1977 16ª giornata | Modena | 1 – 0 | Ascoli |  |

| 23 gennaio 1977 17ª giornata | Catania | 1 – 0 | Modena |  |

| 30 gennaio 1977 18ª giornata | Modena | 1 – 0 | Avellino |  |

| 6 febbraio 1977 19ª giornata | Monza | 1 – 0 | Modena |  |

#### Girone di ritorno
| 13 febbraio 1977 20ª giornata | Rimini | 1 – 0 | Modena |  |

| 20 febbraio 1977 21ª giornata | Modena | 2 – 1 | Novara |  |

| 27 febbraio 1977 22ª giornata | SPAL | 1 – 1 | Modena |  |

| 6 marzo 1977 23ª giornata | Modena | 0 – 0 | Palermo |  |

| 13 marzo 1977 24ª giornata | Lecce | 1 – 0 | Modena |  |

| 20 marzo 1977 25ª giornata | Modena | 1 – 0 | Pescara |  |

| 27 marzo 1977 26ª giornata | Lanerossi Vicenza | 2 – 1 | Modena |  |

| 3 aprile 1977 27ª giornata | Modena | 0 – 1 | Atalanta |  |

| 11 aprile 1977 28ª giornata | Sambenedettese | 1 – 0 | Modena |  |

| 17 aprile 1977 29ª giornata | Modena | 3 – 0 | Como |  |

| 24 aprile 1977 30ª giornata | Modena | 1 – 1 | Taranto |  |

| 1 maggio 1977 31ª giornata | Ternana | 1 – 0 | Modena |  |

| 8 maggio 1977 32ª giornata | Modena | 0 – 0 | Cagliari |  |

| 15 maggio 1977 33ª giornata | Brescia | 1 – 0 | Modena |  |

| 22 maggio 1977 34ª giornata | Modena | 1 – 0 | Varese |  |

| 29 maggio 1977 35ª giornata | Ascoli | 1 – 0 | Modena |  |

| 5 giugno 1977 36ª giornata | Modena | 4 – 2 | Catania |  |

| 12 giugno 1977 37ª giornata | Avellino | 1 – 1 | Modena |  |

| 19 giugno 1977 38ª giornata | Modena | 2 – 1 | Monza |  |

## Statistiche

### Statistiche di squadra
| Competizione | Punti | In casa | In casa | In casa | In casa | In casa | In casa | In trasferta | In trasferta | In trasferta | In trasferta | In trasferta | In trasferta | Totale | Totale | Totale | Totale | Totale | Totale | DR  |
| Competizione | Punti | G       | V       | N       | P       | Gf      | Gs      | G            | V            | N            | P            | Gf           | Gs           | G      | V      | N      | P      | Gf     | Gs     | DR  |
| ------------ | ----- | ------- | ------- | ------- | ------- | ------- | ------- | ------------ | ------------ | ------------ | ------------ | ------------ | ------------ | ------ | ------ | ------ | ------ | ------ | ------ | --- |
| Serie B      | 32    | 19      | 10      | 8       | 1       | 22      | 10      | 19           | 0            | 4            | 15           | 6            | 25           | 38     | 10     | 12     | 16     | 28     | 35     | -7  |
| Coppa Italia | 3     | 2       | 1       | 1       | 0       | 5       | 3       | 2            | 0            | 0            | 2            | 1            | 6            | 4      | 1      | 1      | 2      | 6      | 9      | -3  |
| Totale       |       | 21      | 11      | 9       | 1       | 27      | 13      | 21           | 0            | 4            | 17           | 7            | 31           | 42     | 11     | 13     | 18     | 34     | 44     | -10 |

### Statistiche dei giocatori
| Giocatore      | Serie B  | Serie B | Serie B     | Serie B    | Coppa Italia | Coppa Italia | Coppa Italia | Coppa Italia | Totale   | Totale | Totale      | Totale     |
| Giocatore      | Presenze | Reti    | Ammonizioni | Espulsioni | Presenze     | Reti         | Ammonizioni  | Espulsioni   | Presenze | Reti   | Ammonizioni | Espulsioni |
| -------------- | -------- | ------- | ----------- | ---------- | ------------ | ------------ | ------------ | ------------ | -------- | ------ | ----------- | ---------- |
| R. Bellinazzi  | 37       | 11      | ?           | ?          | ?            | ?            | ?            | ?            | 37+      | 11+    | ?           | ?          |
| G. Bellotto    | 36       | 4       | ?           | ?          | ?            | ?            | ?            | ?            | 36+      | 4+     | ?           | ?          |
| G. Botteghi    | 17       | 0       | ?           | ?          | ?            | ?            | ?            | ?            | 17+      | 0+     | ?           | ?          |
| R. Canestrari  | 35       | 0       | ?           | ?          | ?            | ?            | ?            | ?            | 35+      | 0+     | ?           | ?          |
| M. Colombini   | 12       | 0       | ?           | ?          | ?            | ?            | ?            | ?            | 12+      | 0+     | ?           | ?          |
| G. Ferradini   | 20       | 2       | ?           | ?          | ?            | ?            | ?            | ?            | 20+      | 2+     | ?           | ?          |
| D. Ferrante    | 21       | 0       | ?           | ?          | ?            | ?            | ?            | ?            | 21+      | 0+     | ?           | ?          |
| G. Galli       | 1        | 0       | ?           | ?          | ?            | ?            | ?            | ?            | 1+       | 0+     | ?           | ?          |
| G. Geromel     | 2        | -3      | ?           | ?          | ?            | ?            | ?            | ?            | 2+       | -3+    | ?           | ?          |
| A. Graziano    | 1        | 0       | ?           | ?          | ?            | ?            | ?            | ?            | 1+       | 0+     | ?           | ?          |
| P. Manunza     | 5        | 0       | ?           | ?          | ?            | ?            | ?            | ?            | 5+       | 0+     | ?           | ?          |
| P. Mariani     | 29       | 4       | ?           | ?          | ?            | ?            | ?            | ?            | 29+      | 4+     | ?           | ?          |
| G. Matricciani | 19       | 0       | ?           | ?          | ?            | ?            | ?            | ?            | 19+      | 0+     | ?           | ?          |
| R. Parlanti    | 29       | 0       | ?           | ?          | ?            | ?            | ?            | ?            | 29+      | 0+     | ?           | ?          |
| B. Piaser      | 27       | 0       | ?           | ?          | ?            | ?            | ?            | ?            | 27+      | 0+     | ?           | ?          |
| G. Pirola      | 32       | 1       | ?           | ?          | ?            | ?            | ?            | ?            | 32+      | 1+     | ?           | ?          |
| A. Rimbano     | 26       | 1       | ?           | ?          | ?            | ?            | ?            | ?            | 26+      | 1+     | ?           | ?          |
| L. Sanzone     | 26       | 1       | ?           | ?          | ?            | ?            | ?            | ?            | 26+      | 1+     | ?           | ?          |
| U. Tani        | 36       | -32     | ?           | ?          | ?            | ?            | ?            | ?            | 36+      | -32+   | ?           | ?          |
| S. Zanon       | 33       | 2       | ?           | ?          | ?            | ?            | ?            | ?            | 33+      | 2+     | ?           | ?          |